# Milà-Sanremo 1923
La Milà-Sanremo 1923 fou la 16a edició de la Milà-Sanremo. La cursa es disputà el 25 de març de 1923, sent el vencedor final l'italià Costante Girardengo, que d'aquesta manera aconseguia la seva tercera victòria en aquesta cursa.
64 ciclistes hi van prendre part, acabant la cursa 31 d'ells, tots italians.

## Classificació final
|    | Ciclista            | Equip | Temps       |
| -- | ------------------- | ----- | ----------- |
| 1  | Costante Girardengo | -     | 10h 14' 00" |
| 2  | Gaetano Belloni     | -     | m. t.       |
| 3  | Giuseppe Azzini     | -     | m. t.       |
| 4  | Giovanni Brunero    | -     | m. t.       |
| 5  | Pietro Bestetti     | -     | m. t.       |
| 6  | Bartolomeo Aimo     | -     | m. t.       |
| 7  | Camillo Arduino     | -     | m. t.       |
| 8  | Angelo Gremo        | -     | m. t.       |
| 9  | Ottavio Bottecchia  | -     | m. t.       |
| 10 | Luigi Lucotti       | -     | m. t.       |